# Гродненский автобус
Гродненский автобус — сеть автобусных маршрутов города Гродно, обслуживается ОАО «Автобусный парк г. Гродно». Основной вид наземного муниципального общественного транспорта города.

## История

### 1920-е
В Гродно впервые тема городского автобусного сообщения возникла в 1929 г. Комиссия решила, что в Гродно могут курсировать минимум четыре автобуса. Цена за проезд должна составлять не менее 25 грошей.

### 1930-е
23 января 1930 года состоялось заседание городского Совета, в повестке дня которого было предоставление права на открытие городского автобусного сообщения. К тому времени Совет имел на выбор шесть представленных на рассмотрение вариантов. Он принял решение передать право на открытие автобусного сообщения Союзу городских извозчиков, который с этой целью создал кооператив.
Городское автобусное сообщение на момент начала его деятельности должно быть организовано на двух линиях, а именно по следующим маршрутам:
- Линия № 1 — начало на Грандичском шоссе («Поселок почтовых служащих и офицеров»), далее следует по ул. Грандичской, затем по ул. Пушкинской, Пионерской через Театральную площадь и мост, по улицам Почтовой, Банковой, Бригитской и Скидельской до конца этой улицы, затем обратно по этому же маршруту.
- Линия № 2 — начало возле железнодорожного вокзала, далее по улицам Ожешковой, Доминиканской, Мостовой, через мост для гужевого транспорта на Немане, по улицам Левонабережной, Липовой до проектируемой улицы за табачной фабрикой, далее по ул. Белостокской и Лососянской до ул. Липовой, затем по обратному маршруту, указанному в начале".

Время работы автобусов на маршрутах — с 6 часов 30 минут до 23 часов 30 минут.
На заседании 1 апреля 1930 года магистрат заключил договор с Союзом городских извозчиков, который стал называться Autoruch. 26 мая определил, что Autoruch обязан пустить первые два автобуса по маршруту 5 июня, а накануне предъявить комиссии магистрата автобусы для регистрации. Но в назначенный день торжественное открытие не состоялось, так как по техническим причинам концессионер не смог предъявить автобусы к осмотру. С опозданием на несколько дней движение автобусов всё же открыли, и об этом событии 13 июня сообщила газета Przegląd kresowy: «Уже четыре дня курсируют два автобуса городского автобусного сообщения от вокзала до станции Лососно».
База автобусного общества Autoruch была расположена по адресу улица Magistracka, 1. Ныне это ул. Доминиканская, а во дворе, где сейчас находятся гаражи администрации Ленинского района, стояли автобусы.
Автобусное сообщение в городе сразу же приобрело популярность. Два автобуса, курсирующие от железнодорожного вокзала до ст. Лососно, постоянно были переполнены, поэтому общество Autoruch до получения заявленных новых автобусов приняло решение взять в аренду ещё один автобус в городе и выпустить его на маршрут.
Кроме городских были пригородные и междугородные маршруты. Автобусная станция в Гродно находилась на площади Стефана Батория. Собственно, это была не станция, а обыкновенная остановка, где расписание прибытия и отправления автобусов можно было найти на ближайшем столбе.
К концу 1930-х годов в Гродно действовало уже несколько автобусных линий, на которых пассажиров перевозили автобусы зарубежного производства, такие как Ford, FIAT, Saurer, Chevrolet, а также автобусы польской сборки — PZInż ZAWRAT, FIAT 621L.
1 декабря 1939 года на базе Гродненского автобусного общества «Autoruch», которое было национализировано государством и переименовано в Гродненскую автобазу народного коммисариата автотранспорта БССР, организован Автобусный парк № 1. Расположена была автобаза по ул. К.Цеткин.

### 1940-е
С июня 1940 года началось строительство гаража и мастерской по ул. Транспортной, и в марте 1941 года автобаза начала свою работу. Были открыты пассажирские маршруты: Гродно-Демброво, Гродно-Суховоля, которые обслуживали 5 автобусов марки ФИАТ. По городу работали 3 автобуса марки ЗИЛ-16. Вскоре парк пополнился несколькими автобусами ЗИЛ-8 и ГАЗ-3-0030. Первым директором был гр. Ирланис, который погиб в годы войны.
После освобождения Гродно в 1944 году на месте построенной до войны базы было организовано небольшое грузовое автохозяйство с наличием около 30 автомашин. Затем оно пополнилось автобусами ПАЗ-651, легковыми и грузовыми таксомоторами.

### С 1955
В целях улучшения обслуживания населения с апреля 1955 года автохозяйство было разделено на АТК-1 и АТК-2 — пассажирское и грузовое. К этому времени насчитывалось 47 автобусов и 34 таксомотора, которые обслуживали 6 городских и 25 областных маршрутов с общей протяженностью 400 км.
К 1960 году насчитывалось 96 автобусов и 80 легковых таксомоторов. В феврале 1960 года автохозяйство было разделено на автобусный и таксомоторный парки. Автобусный парк был переименован в автоколонну № 2408 и перебазирован на ул. Победы, 16, где и находится в настоящее время.
27 апреля 1987 года автоколонна № 2408 была переименована в Автобусный парк № 1.
В декабре 1997 года в город пришли первые автобусы МАЗ. Автобусный парк № 1 получил 2 автобуса МАЗ-103.000 и МАЗ-104.031.
4 апреля 2002 года Автобусный парк № 1 реорганизован в Дочернее унитарное предприятие «Автобусный парк № 1» Республиканского автотранспортного унитарного предприятия «Гроднооблавтотранс».
20 января 2010 года ДУП «Автобусный парк № 1» преобразован в Республиканское унитарное предприятие «Автобусный парк г. Гродно». 28 декабря 2010 РУП «Автобусный парк г. Гродно» реорганизован в открытое акционерное общество «Автобусный парк г. Гродно».
7 декабря 2022 года Гродненское троллейбусное управление было присоединено к автобусному парку в качестве филиала и теперь предприятия являются одним акционерным обществом
С 1 августа 2023 года ГТУ ликвидировано как филиал, ныне это часть автобусного парка.

## Списанные автобусы[4]
| Модели | Года эксплуатации   | Описание |
| --- | ------------------- | --- |
| - Ikarus 180                                                                                              | ????                | Единственный экземпляр 10-45 ГКЕ |
| - Ikarus 250 - Ikarus 250.59                                                                              | 1987-2011 1990—2012 | |
| - Ikarus 256 - Ikarus 256.51 - Ikarus 256.54 - Ikarus 256.75                                              | 1980-2011           | |
| - Ikarus 260 - Ikarus 260 (280) - Ikarus 260.27 - Ikarus 260.37 - Ikarus 260.43                           | 1983-2011           | |
| - Ikarus 263                                                                                              | 1983-2011           | |
| - Ikarus 280 - Амкодор-10126 (Ikarus 280) - Ikarus 280.02 - Ikarus 280.03 - Ikarus 280.08 - Ikarus 280.64 | 1985-2011           | |
| - Ikarus 620                                                                                              | 1986-2014           | Техпомощь с 1983, парковый тягач 1986(до 1986 5878 ГКЛ). В 2014 прибыли новые МАЗы, поэтому был списан                                                                                        |
| - Mercedes-Benz O303-15RHS                                                                                | 1998-2016           | |
| - ГАЗ 03-30                                                                                               | ???                 | |
| - ГАЗ-322133 (XTH, X96)                                                                                   | 2004-2011           | |
| - ГАрЗ А09212 «Радимич»                                                                                   | 2007-2024           | |
| - ЛАЗ-695Д                                                                                                | 1997-2010           | |
| - ЛАЗ-695Н                                                                                                | ???                 | |
| - ЛАЗ-699*                                                                                                | ???                 | |
| - ЛиАЗ-52565 (Неман)                                                                                      | 1998-2012           | |
| - МАЗ 103.000                                                                                             | 1997-2010           | |
| - МАЗ 104.021 - МАЗ 104.031 - МАЗ-104.С21                                                                 | 2000-2023           | Был разработан как более дешёвая и неприхотливая высокопольная версия базового полунизкопольного автобуса семейства МАЗ-103. МАЗ-104.С21 является пригородной модификацией формата дверей 1-2 |
| - МАЗ 105.041                                                                                             | 2002-2021           | Двухсекционный сочлененный автобус формата дверей 1-2-2-2. В МАЗ-105.*4* устанавливались ДВС от Renault                                                                                       |
| - МАЗ-152.020 - МАЗ-152.021 - МАЗ-152.022                                                                 | 2000-2023           | Туристический и междугородний автобус МАЗ 1-го поколения |

## Действующие модели[4]
| Модель                                                                                            | Годы поступления                                  | Описание |
| ------------------------------------------------------------------------------------------------- | ------------------------------------------------- | --- |
| Atlant-M C19V* (Volkswagen Crafter)                                                               | 2014                                              | Лёгкий коммерческий цельнометаллический микроавтобус. Используется на междугородних перевозках. Пришли в мае и ноябре 2014 года в двух экземплярах |
| Mercedes-Benz Sprinter                                                                            |                                                   | Один междугородний и один служебный(для контролеров) |
| - МАЗ-103.061 - МАЗ-103.062 - МАЗ-103.065 - МАЗ-103.068 - МАЗ-103.462 - МАЗ-103.465 - МАЗ-103.586 | 2005 2006—2008 2006—2008 2007 2012—2013 2010 2018 | Городской и пригородный полунизкопольный автобус формата дверей 1-2-2. МАЗ-103.4** — рестайлинговые модели, МАЗ-103.48* — доработанный рестайлинг |
| - МАЗ-105.060 - МАЗ-105.065 - МАЗ-105.465                                                         | 2004-2006 2006—2009 2010                          | Двухсекционный сочлененный автобус формата дверей 1-2-2-2. Также как и МАЗ-103, имел свою рестайлинговую модель МАЗ-105.465. Первый МАЗ-105.065 списан в ноябре 2023 года. |
| - МАЗ-107.466 - МАЗ-107.467 - МАЗ-107.485                                                         | 2010-2011 2012—2013 2014                          | Трёхосный односекционный автобус формата дверей 1-2-2. Единственный парк в регионе, имеющий на балансе МАЗ-107 |
| - МАЗ-152.060 - МАЗ-152.062                                                                       | 2004 2006—2011                                    | Туристический и междугородний автобус МАЗ 1-го поколения. Всего пришло 9 экземпляров(1 — .060, 7- .062), на январь 2024 года эксплуатируются все. |
| - МАЗ-203.016 - МАЗ-203.047 - МАЗ-203.065 - МАЗ-203.067 - МАЗ-203.116 - МАЗ-203.147               | 2021 2022 2012—2014 2014 2021 2022                | Городской и пригородный низкопольный и полунизкопольный(МАЗ-203.1**) автобус формата дверей 1-2-2 и 1-2. В сентябре-октябре 2022 года были привезены модели с ДВС от Weichai с новой «московской» маской, а также первые в мире 2 пригородных автобуса МАЗ-203.147(один из них дважды возвращался на завод с неисправностями). |
| - МАЗ-206.060 - МАЗ-206.067 - МАЗ-206.068                                                         | 2009-2011 2008—2014 2014—2015                     | Городской полунизкопольный автобус среднего класса 1-2. |
| - МАЗ-215.069                                                                                     | 2021                                              | Двухсекционный сочлененный автобус формата дверей 1-2-2-2-2. Впервые с 2010 года в Гродно был поставлен автобус очень большой вместимости. |
| - МАЗ-216.047                                                                                     | 2024                                              | В начале января 2024 года ОАО «Автобусный парк г. Гродно» сообщил о заказе 8 новых экземпляров МАЗ-216.047. В июне пришли все 8 штук. |
| - МАЗ-226.060                                                                                     | 2011-2014                                         | Пригородная модификация автобуса МАЗ-206 |
| - МАЗ-241.000 - МАЗ-241.030                                                                       | 2013 2014                                         | Автобус малого класса производства МАЗ. Всего поставлено 3 экземпляра |